# Buddleja saligna
el falso olivo (Buddleja saligna), es un arbusto o pequeño árbol en la familia Scrophulariaceae. Es casi endémico de Sudáfrica donde tiene una amplia distribución. Crece con más frecuencia en barrancos y cerca de afloramientos, y está distribuido desde las elevaciones costeras hasta la meseta central. Es fuerte y resistente a las heladas. 

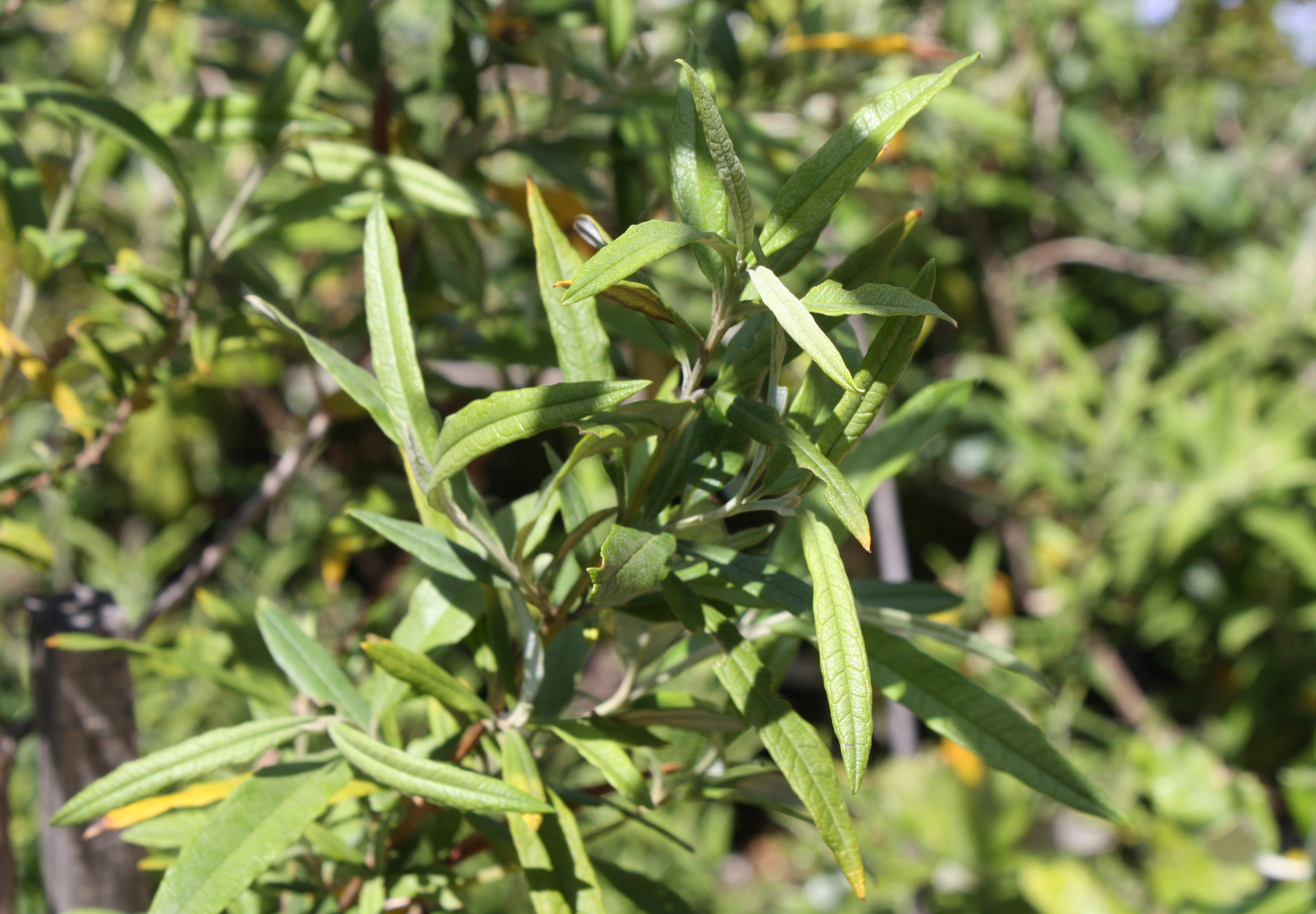
Detalle de las hojas

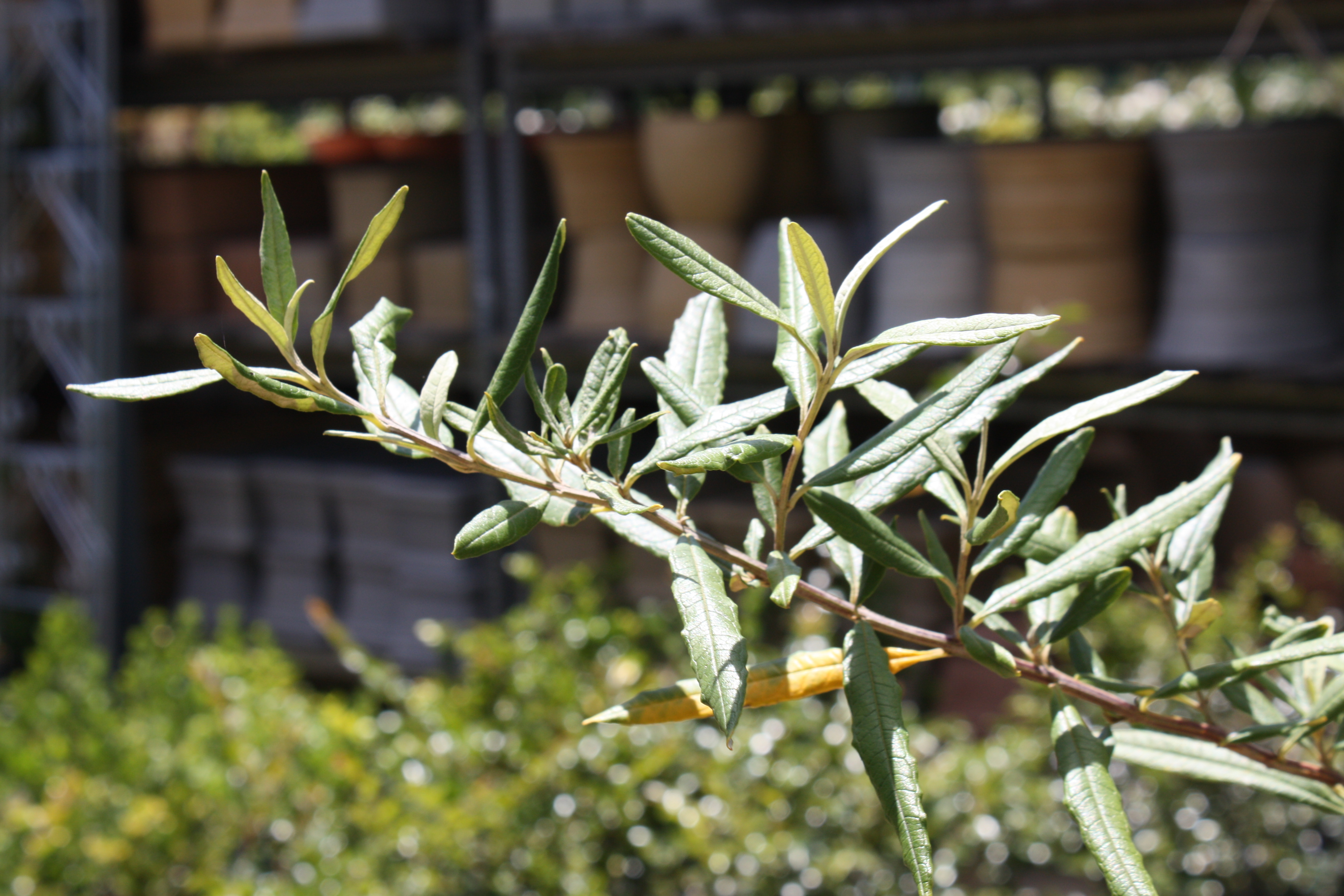
Rama con hojas

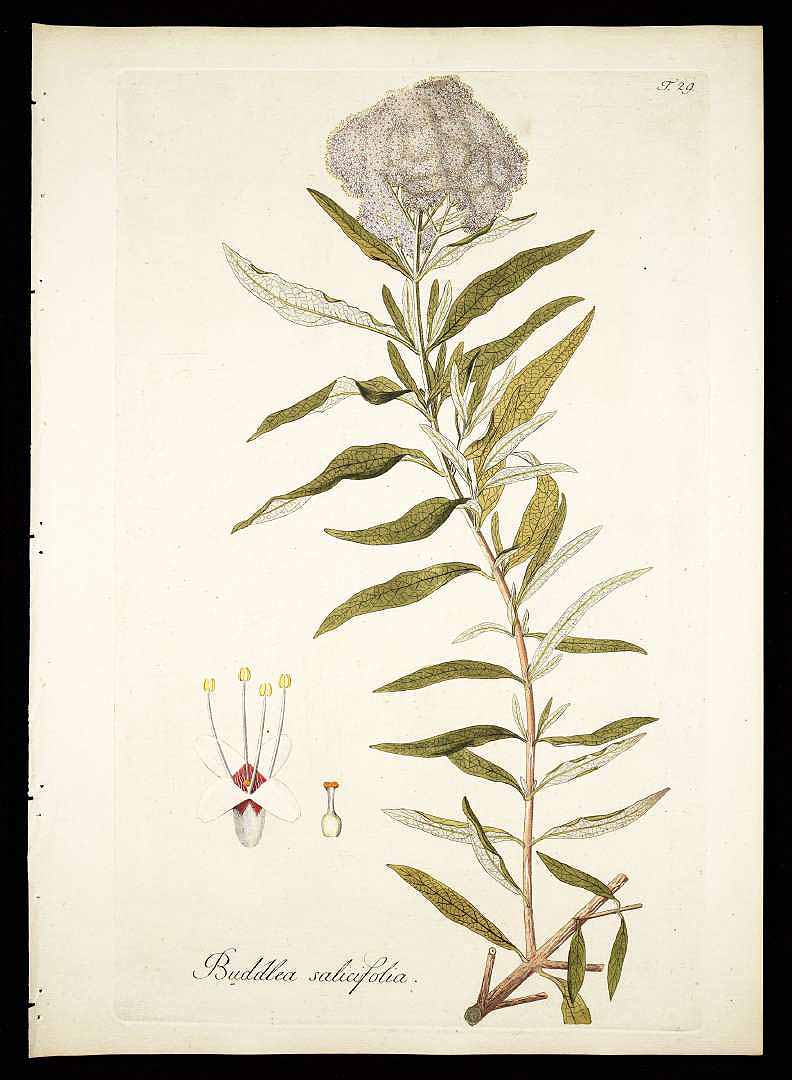
Ilustración

## Descripción
Ésta, como otras Buddleja, es popular con los insectos debido a su alto contenido de néctar. Es un árbol o arbusto siempreverde que crece a aproximadamente 10 metros de alto, las flores aparecen en primavera y verano

## Taxonomía
Buddleja saligna fue descrita por Carl Ludwig Willdenow y publicado en Enumeratio Plantarum Horti Botanici Berolinensis, . . . 1: 159, en el año 1809.
Etimología
Buddleja: nombre genérico otorgado en honor de Adam Buddle, botánico y rector en Essex, Inglaterra.
saligna: epíteto que significa "parecido al sauce".
Sinonimia
- Buddleja salicifolia Jacq.
- Chilianthus arboreus (L.f.) Benth.
- Chilianthus oleaceus Burch.
- Nuxia saligna (Willd.) Benth.
- Scoparia arborea L.f.
- Semnos paniculata Raf.[3]